# Admirals Beach
Admirals Beach (alter Name: Admiral’s Beach) ist eine Gemeinde (Town) in Neufundland und Labrador. Sie wird hauptsächlich von Fischern bewohnt. 
Admirals Beach liegt im Süden der Avalon-Halbinsel an der Ostküste der St. Mary’s Bay. Die Route 94 führt von St. Joseph’s nach Admirals Beach.

## Einwohnerzahl
Die Einwohnerzahl betrug beim Zensus 2016 135. Fünf Jahre zuvor lebten noch 153 Menschen in Admirals Beach.